# Brajše
Brajše este un sat din comuna Ulcinj, Muntenegru. Conform datelor de la recensământul din 2003, localitatea are 767 de locuitori (la recensământul din 1991 erau 859 de locuitori).

## Demografie
În satul Brajše locuiesc 577 de persoane adulte, iar vârsta medie a populației este de 37,2 de ani (37,4 la bărbați și 37,0 la femei). În localitate sunt 201 gospodării, iar numărul mediu de membri în gospodărie este de 3,82.
|  |

| Demografie | Demografie | Demografie |
| An         | Locuitori  | Locuitori  |
| ---------- | ---------- | ---------- |
|            |            |            |
|            |            |            |
|            |            |            |
|            |            |            |
| 1948       | 550        |            |
| 1953       | 577        |            |
| 1961       | 679        |            |
| 1971       | 696        |            |
| 1981       | 799        |            |
| 1991       | 859        | 802        |
| 2003       | 937        | 767        |

| \| Componența etnică conform recensământului din 2003[2] \| Componența etnică conform recensământului din 2003[2] \| Componența etnică conform recensământului din 2003[2] \| Componența etnică conform recensământului din 2003[2] \| Componența etnică conform recensământului din 2003[2] \| \| ----------------------------------------------------- \| ----------------------------------------------------- \| ----------------------------------------------------- \| ----------------------------------------------------- \| ----------------------------------------------------- \| \| \| \| \| \| \| \| Albanezi \| Albanezi \| \| 753 \| 98,17% \| \| Musulmani \| Musulmani \| \| 1 \| 0,13% \| \| necunoscută \| necunoscută \| \| 13 \| 1,69% \| |             |  |     |        |
| Componența etnică conform recensământului din 2003 |             |  |     |        |
| |             |  |     |        |
| Albanezi | Albanezi    |  | 753 | 98,17% |
| Musulmani | Musulmani   |  | 1   | 0,13%  |
| necunoscută | necunoscută |  | 13  | 1,69%  |